# Depressogryllus
Depressogryllus is een geslacht van rechtvleugeligen uit de familie krekels (Gryllidae). De wetenschappelijke naam van dit geslacht is voor het eerst geldig gepubliceerd in 1988 door Gorochov.

## Soorten
Het geslacht Depressogryllus  is monotypisch en omvat slechts de volgende soort:
- Depressogryllus depressiceps (Ebner, 1935)